# Andrej Zjuravljov
Andrej Ivanovitj Zjuravljov (ryska: Андрей Иванович Журавлёв, även känd som Andrej Ioannov, Андрей Иоаннов), född 1751, död 19 mars 1813, var en rysk präst och religiös författare. 
Zjuravljov till en början gammaltroende (raskolnik) men övergick sedan till den rysk-ortodoxa tron. Han blev präst i Sankt Petersburg och verkade med ganska stor framgång som missionär bland de gammaltroende i södra Ryssland. Samtidigt samlade han in en mängd material kring de gammaltroendes tidigaste historia och författade Polnoje istoritjeskoje izvěstije o staroobrjadtsach (1794, femte upplagan 1855), som kom att utgöra en viktig källskrift.